# Гаусхорн
Гаусхорн (њем. Gaushorn) општина је у њемачкој савезној држави Шлезвиг-Холштајн. Једно је од 115 општинских средишта округа Дитмаршен. Према процјени из 2010. у општини је живјело 208 становника. Посједује регионалну шифру (AGS) 1051035.

## Географски и демографски подаци
Гаусхорн се налази у савезној држави Шлезвиг-Холштајн у округу Дитмаршен. Општина се налази на надморској висини од 58 метара. Површина општине износи 6,4 km². У самом мјесту је, према процјени из 2010. године, живјело 208 становника. Просјечна густина становништва износи 32 становника/km².